# Museo del giocattolo (Zagarolo)
Il Museo del giocattolo di Zagarolo, nel territorio della città metropolitana di Roma,  è allestito all'interno del cinquecentesco Palazzo Rospigliosi. È, se non il più grande, uno dei più grandi musei del giocattolo in Italia e in Europa, sia per il numero di oggetti posseduti che per l’ampiezza degli spazi espositivi. 

## Storia
Il Museo Demoantropologico regionale del Giocattolo di Zagarolo nacque formalmente con una delibera comunale, la n.17 del 1998. Il progetto museale presentato nel settore demoantropologico è stato approvato e finanziato dalla Comunità Europea.
Inizialmente l’Amministrazione Comunale acquisì alcuni pezzi dai collezionisti Luisa Dellanzo, Marina Caprai e Sabrina Alfonsi.
Successivamente rilevò parte della collezione di Nella Crestetto Oppo, acquisendo dagli eredi nel 2002 circa 70 pezzi, una tipologia di giocattoli molto varia e con bambole rare di raffinata fattura. La collezione acquistata era corredata da accessori minuti quali vestiti, stoviglie, servizi di porcellana, e mobili vari. Della collezione fanno anche parte giochi didattici come il Götischer Baustyl, fabbricato in Germania negli anni trenta nonché una dettagliata drogheria in miniatura fabbricata in italia negli anni quaranta.
A questa dotazione iniziale si aggiunsero poi alcuni teatrini della collezione di Maria Signorelli, scenografa e costumista, che era stata ereditata dai suoi tre figli. 
La raccolta museale ha raggiunto nel 2005 l'ordine di grandezza della sua attuale configurazione (2018) grazie all'acquisto della collezione di Lisa Billig e Franco Palmieri. Prima della cessione al Comune di Zagarolo della loro collezione, avevano istituito La Memoria Giocosa, Museo storico didattico di giochi e giocattoli del Novecento, che aveva sede a Roma nella zona del Pigneto. Nel 1979 la coppia aveva ereditato la collezione di Fritz Billig, padre di Lisa, di nazionalità austriaca che, durante il nazismo, per le persecuzioni razziali, fuggì a New York riuscendo a portare con sé molti giocattoli della Lehman e della Tippco, aziende di famiglia che furono requisite dalla Germania di Hitler. Finita la guerra Billig, aveva continuato a collezionare giocattoli da tutto il mondo. La collezione acquisita è costituita da 800 giocattoli prodotti tra il 1900 e il 1960 estremamente vari per tipologia, luogo e modalità di fabbricazione. Successivamente fu integrata con la collezione di bambole di Marzia Peretz. 
Donazioni di privati come quella di Franco Settimi del 2017, costituita da alcuni modellini navali costruiti dal padre, continuano ad incrementare la dotazione del museo.
Il Museo Demoantropologico regionale del Giocattolo di Zagarolo ebbe la sua prima presentazione il 22 dicembre del 2000; questa dette il via ad una serie di iniziative propedeutiche all’inaugurazione ufficiale, celebrata il 18 marzo 2005.
All'inizio del 2008 risulta direttore del museo Giovanni Pescatori che è anche autore di un libro in tema  Nell'autunno dello stesso anno la direzione passa allo scultore Francesco Zero che nel 2014 pubblica un video sul suo museo. Nel 2016 è nominata direttrice Serena Borghesiani

## Spazi e percorsi espositivi
Il Museo del Giocattolo è ospitato all’interno del cinquecentesco Palazzo Rospigliosi, dove si estende, per circa 1400 metri quadrati.

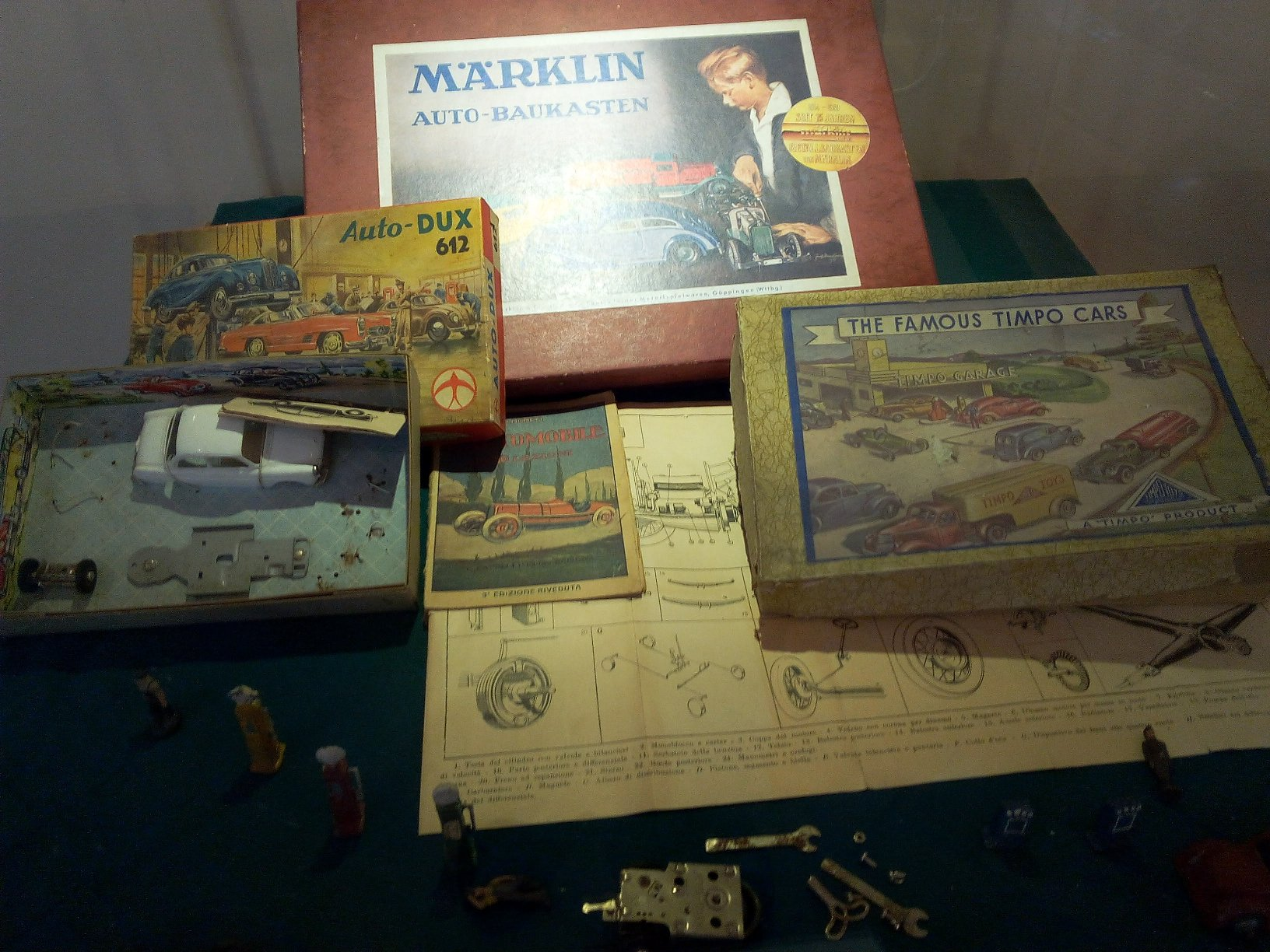
Automobile giocattolo

Nel museo sono contenuti più di 800 pezzi di produzione europea ed americana con marchi di celebri fabbriche che hanno fatto la storia del giocattolo come Märklin, Hornby, Ingap, Lenci, Furga.
La collezione di proprietà del Museo è talmente vasta che solo una parte di essa può essere in esposizione. Per questo motivo ciclicamente vengono alternate le sezioni esposte con quelle in deposito.
Il percorso espositivo è articolato per aree tematiche. Questa scelta nasce da un’impostazione demoantropologica che ha voluto sottolineare il rapporto fra i giocattoli e gli oggetti di uso comune, tra il gioco e la vita reale.
Gli ampi spazi, 14 sale espositive, sono interamente dedicate all’esposizione di giochi e giocattoli, di cui viene illustrata l’evoluzione nel corso del secolo, con particolare attenzione ai legami fra il giocattolo e la parallela realtà sociale e culturale.
Ulteriori 3 sale sono riservate ad esposizioni tematiche temporanee ed una alle attività didattiche.
Ogni sala è  dedicata a un tema specifico illustrato da pannelli didattici e da un apparato didascalico che ne costituiscono l’adeguato sussidio.
- Sala I - La Sala del Logo
- Sala II - La Sala del Trono
- Sala III - Giochi Didattici

- Sala IV - Bambole
- Sala V - Casa di Bambole

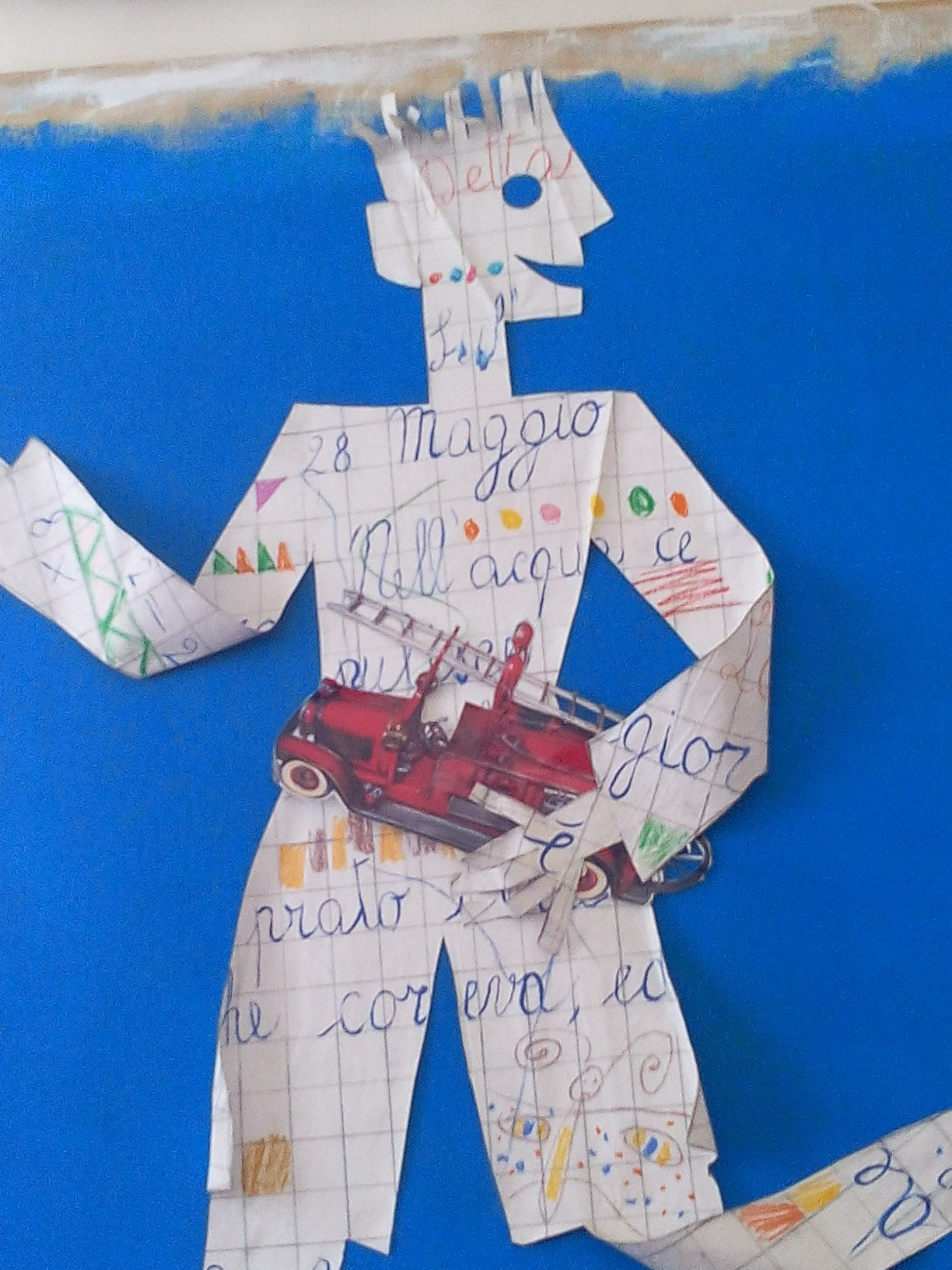
Attività didattiche

- Sala VI - Circo Musica e Spettacolo
- Sala VII - Teatro e Teatro dei Burattini
- Sale VIII, IX, X - Sale Mostre Temporanee
- Sala XI - Ferromodellismo
- Sala XII - Trasporti
- Sala XIII - Automobile
- Sala XIV - Automobilismo Sportivo
- Sala XV - Giochi a Cascata
- Sala XVI - Giochi Multimediali
- Sala XVII - La Plastica
- Sala XVII - Il Cinematografo

## Attività didattiche
Il museo ospita attività culturali e didattiche, convegni, seminari, spettacoli e mostre temporanee.